# 科斯塔列沃农村居民点
科斯塔列沃农村居民点（俄语：Костаревское сельское поселение）是俄罗斯联邦伏尔加格勒州卡梅申区所属的一个农村居民点。其下辖有1个居民点，行政中心为科斯塔列沃。据2016年统计，该农村居民点的人口为968人。